# Antonio Nusa
Antonio Nusa, né le 17 avril 2005 à Langhus en Norvège, est un footballeur international norvégien évoluant au poste d'ailier au RB Leipzig.

## Biographie

### En club
Né à Langhus en Norvège, Antonio Nusa est formé par le Stabæk Fotball, où il commence sa carrière professionnelle. Il joue son premier match en professionnel le 30 mai 2021, contre le Rosenborg BK, en championnat. Il entre en jeu à la place de Kornelius Normann Hansen et son équipe s'incline par quatre buts à deux.
Le 31 août 2021 il rejoint la Belgique et s'engage en faveur du Club Bruges KV. Nusa fait sa première apparition en championnat le 13 février 2022 contre le RSC Charleroi. Il entre en jeu à la place de Andreas Skov Olsen et son équipe s'impose par deux buts à zéro.
Il est sacré champion de Belgique en 2021-2022.
Le 13 septembre 2022, Antonio Nusa joue son premier match en Ligue des champions, face au FC Porto. Entré en jeu à la place de Ferran Jutglà, il participe à la victoire de son équipe en marquant également son premier but (0-4 score final). Cette apparition fait de lui le plus jeune joueur norvégien de l'histoire de la compétition.

### En sélection

#### En jeunes
Antonio Nusa joue en tout deux matchs avec l'équipe de Norvège des moins de 17 ans en 2021, et marque un but.
Depuis 2022, Antonio Nusa représente l'équipe de Norvège des moins de 18 ans.
Il joue ensuite avec les moins de 19 ans. Il se fait remarquer le 20 novembre 2022 en réalisant un doublé contre la Macédoine du Nord, participant à la victoire des siens (6-2 score final).

#### Avec les A
En août 2023, Antonio Nusa est convoqué pour la première fois avec l'équipe nationale de Norvège par le sélectionneur Ståle Solbakken. Il honore sa première sélection lors de ce rassemblement, le 7 septembre 2023, lors d'un match amical contre la Jordanie. Titularisé au poste d'ailier gauche, il se fait remarquer en inscrivant son premier but en sélection en ouvrant le score, puis il délivre une passe décisive pour Jørgen Strand Larsen, et contribue ainsi à la victoire de son équipe par six buts à zéro,,. Ce but fait de lui, à 18 ans et 144 jours, le deuxième plus jeune joueur de l'histoire de la Norvège à marquer un but en sélection, derrière Roald Jensen (en),.

## Statistiques
| Saison                | Club                  | Championnat           | Championnat | Championnat | Championnat | Coupe(s) nationale(s) | Coupe(s) nationale(s) | Coupe(s) nationale(s) | Supercoupe | Supercoupe | Supercoupe | Compétition(s) continentale(s) | Compétition(s) continentale(s) | Compétition(s) continentale(s) | Compétition(s) continentale(s) | Norvège | Norvège | Norvège | Total | Total | Total |
| Saison                | Club                  | Division              | M.          | B.          | P.d.        | M.                    | B.                    | P.d.                  | M.         | B.         | P.d.       | Comp.                          | M.                             | B.                             | P.d.                           | M.      | B.      | P.d.    | M.    | B.    | P.d.  |
| 2021                  | Stabæk Fotball        | Eliteseren            | 11          | 3           | 0           | 0                     | 0                     | 0                     | -          | -          | -          | -                              | -                              | -                              | -                              | -       | -       | -       | 11    | 3     | 0     |
| Sous-total            | Sous-total            | Sous-total            | 11          | 3           | 0           | 0                     | 0                     | 0                     | 0          | 0          | 0          | -                              | 0                              | 0                              | 0                              | -       | -       | -       | 11    | 3     | 0     |
| 2021-2022             | Club Bruges           | Jupiler Pro League    | 3           | 1           | 0           | 1                     | 0                     | 0                     | -          | -          | -          | -                              | -                              | -                              | -                              | -       | -       | -       | 4     | 1     | 0     |
| 2022-2023             | Club Bruges           | Jupiler Pro League    | 26          | 1           | 1           | 1                     | 0                     | 0                     | 1          | 0          | 0          | C1                             | 4                              | 1                              | 0                              | -       | -       | -       | 32    | 2     | 1     |
| 2023-2024             | Club Bruges           | Jupiler Pro League    | 30          | 3           | 3           | 3                     | 0                     | 0                     | 1          | 0          | 0          | C4                             | 13                             | 1                              | 1                              | 7       | 1       | 5       | 54    | 5     | 9     |
| 2024-2025             | Club Bruges           | Jupiler Pro League    | 3           | 0           | 1           | 0                     | 0                     | 0                     | 1          | 0          | 0          | C1                             | 0                              | 0                              | 0                              | -       | -       | -       | 4     | 0     | 1     |
| Sous-total            | Sous-total            | Sous-total            | 62          | 5           | 5           | 4                     | 0                     | 0                     | 2          | 0          | 0          | -                              | 17                             | 2                              | 1                              | 7       | 1       | 5       | 92    | 8     | 11    |
| 2024-2025             | RB Leipzig            | Bundesliga            | 25          | 3           | 3           | 3                     | 2                     | 3                     | -          | -          | -          | C1                             | 8                              | 0                              | 0                              | 8       | 4       | 4       | 44    | 9     | 10    |
| 2025-2026             | RB Leipzig            | Bundesliga            | 0           | 0           | 0           | 1                     | 0                     | 0                     | -          | -          | -          | -                              | -                              | -                              | -                              | 0       | 0       | 0       | 1     | 0     | 0     |
| Sous-total            | Sous-total            | Sous-total            | 25          | 3           | 3           | 4                     | 2                     | 3                     | 0          | 0          | 0          | -                              | 8                              | 0                              | 0                              | 8       | 4       | 4       | 45    | 9     | 10    |
| Total sur la carrière | Total sur la carrière | Total sur la carrière | 98          | 11          | 8           | 9                     | 2                     | 3                     | 2          | 0          | 1          | -                              | 17                             | 1                              | 4                              | 15      | 5       | 9       | 141   | 19    | 25    |

## Palmarès
Club Bruges KV
- Championnat de Belgique (1) :
  - Champion : 2021-22.
- Supercoupe de Belgique (1)
  - Vainqueur : 2022